# Lee Chong Wei
Lee Chong Wei (Bagan Serai, 21 de octubre de 1982) es un deportista malasio que compitió en bádminton, en la modalidad individual.
Participó en cuatro Juegos Olímpicos de Verano entre los años 2004 y 2016, obteniendo tres medallas de plata. Ganó cuatro medallas en el Campeonato Mundial de Bádminton entre los años 2005 y 2015.

## Palmarés internacional
| Juegos Olímpicos   | Juegos Olímpicos         | Juegos Olímpicos  | Juegos Olímpicos |
| Año                | Lugar                    | Medalla           | Prueba           |
| ------------------ | ------------------------ | ----------------- | ---------------- |
| 2008               | Pekín (China)            | Medalla de plata  | Individual       |
| 2012               | Londres (Reino Unido)    | Medalla de plata  | Individual       |
| 2016               | Río de Janeiro (Brasil)  | Medalla de plata  | Individual       |
| Campeonato Mundial |                          |                   |                  |
| Año                | Lugar                    | Medalla           | Prueba           |
| 2005               | Anaheim (Estados Unidos) | Medalla de bronce | Individual       |
| 2011               | Londres (Reino Unido)    | Medalla de plata  | Individual       |
| 2013               | Cantón (China)           | Medalla de plata  | Individual       |
| 2015               | Yakarta (Indonesia)      | Medalla de plata  | Individual       |